# Scellus alactaga
Scellus alactaga är en tvåvingeart som beskrevs av Stackelberg 1951. Scellus alactaga ingår i släktet Scellus och familjen styltflugor. Inga underarter finns listade i Catalogue of Life.